# Tsarska kupa 1940
La Coppa dello Zar 1940 è stata la 3ª edizione di una coppa nazionale bulgara di calcio, terminata il 3 ottobre 1940. Il FK 13 Sofia ha vinto il trofeo per la seconda volta.

## Primo Turno
| Squadra 1        | Risultato | Squadra 2               |
| ---------------- | --------- | ----------------------- |
| Orlovets Gabrovo | 1 – 5     | Pobeda Varna            |
| Levski Dupnitsa  | 0 – 1     | Sportklub Plovdiv       |
| Bdin             | 1 – 0     | Tsar Krum Byala Slatina |
| Chirpan          | 6 – 0     | Botev Haskovo           |
| Levski Ruse      | 8 – 1     | Svetkavica              |

## Quarti di finale
| Squadra 1         | Risultato | Squadra 2          |
| ----------------- | --------- | ------------------ |
| Pobeda Varna      | 1 – 0     | Skobelev-Pobeda 39 |
| FK 13 Sofia       | 7 – 2     | Jambol             |
| Bdin              | 1 – 4     | Levski Ruse        |
| Sportklub Plovdiv | 4 – 1     | Chirpan            |

## Semifinali
Nonostante la vittoria il Levski Ruse rinuncia a giocare la finale, in protesta con la federazione calcistica bulgara, a causa degli alti costi della trasferta a Sofia. Al suo posto viene ripescato lo Sportklub Plovdiv.
| Squadra 1   | Risultato | Squadra 2         |
| ----------- | --------- | ----------------- |
| Levski Ruse | 2 – 0     | Sportklub Plovdiv |
| FK 13 Sofia | 2 – 0     | Pobeda Varna      |

## Finale
| Arbitro: | Stefan Chumpalov |

|                            |           |                     |
| Nikolaev 27’ Stoichkov 85’ | Marcatori | 13’ (aut.) Bazovski |